# Silver Diamond
Silver Diamond (シルバー ダイヤモンド, Shirubā Daiyamondo) est un manga shōnen-ai de Sugiura Shiho. Il a été prépublié entre 2003 et 2012 dans le magazine Ichiraci et a été compilé en un total de vingt-sept tomes par l'éditeur Tosuisha. La version française est publiée par Kazé sous le label Asuka.

## Synopsis
Rakan Sawa fait tout ce qu'il peut pour être un lycéen ordinaire. C'est sans compter sur son don de faire pousser les plantes rien qu'en les touchant ! Alors qu'il rentre chez lui après les cours pour s'occuper de sa « jungle », il retrouve un homme allongé dans ses fleurs ! Qui est-il ? Et comment est-il apparu dans son jardin ?

## Signification
Un Sanome est une personne qui peut faire pousser les plantes rien qu'en les effleurant.
Un Ayame est une créature qui a un pouvoir de destruction très grand. Il se nourrit d'humain.
Un Number Child est un enfant qui a un nombre dans son nom, signifiant que sa famille l'a déclaré inutile.
L’Empire Amato est le nom de l'autre monde. Cela signifie "Le Royaume Du Paradis".

## Personnages principaux
Sawa Rakan : (17 ans) jeune lycéen japonais. En réalité, c'est un Sanome, un être capable de faire pousser n'importe quelle plante rien qu'en la touchant. Il fuit sans cesse la réalité, et il se met souvent en colère pour les autres et il est très naïf.
Senrô Chigusa : (25 à 30 ans) membre de la famille des pécheurs. C'est un monstre-plante à apparence humaine. Il ne peut pas mourir du moment qu'il reste à proximité d'un Sanome. Il aime Rakan. Les gens le considèrent comme un pervers.
Le Prince : (17 ans) le prince de l'autre monde. C'est en réalité un Ayame. Il est appelé « Marionnette » par Chigusa, il est, semble-t-il, arrivé du désert en se présentant comme étant un enfant de Dieu qui serait capable de remettre un peu de beauté dans le monde.
Shigeka Narushige : (21 ans) il considère Rakan comme son petit frère, et Rakan l'aime comme une grande sœur. Il a une apparence très féminine. Il est né dans une famille où il n'y a que des filles qui naissent, et est donc considéré comme un enfant maudit.
Koh : serpent parlant de Narushige. Il peut se transformer en épée et son poison est mortel.
Kingen Kinrei : (24 ans) Serviteur du Prince. Il est presque la seule personne à qui le prince parle (par télépathie).
Tôno Tôji : (19 ans) Number Child. Il a été envoyé par le Prince et Kinrei pour tuer Chigusa, mais il se retourne contre eux lorsqu'il se rend compte qu'ils l'ont envoyé se faire tuer.